# Уляниківська сільська рада
| Уляниківська сільська рада — орган місцевого самоврядування у Рожищенському районі Волинської області з адміністративним центром у с. Уляники. Історична дата утворення: в 1993 році. Сільській раді підпорядковані населені пункти: - с. Уляники |

## Склад ради
Рада складається з 15 депутатів та голови.

### Керівний склад ради
| ПІБ                          | Основні відомості                                                 | Дата обрання | Дата звільнення |
| ---------------------------- | ----------------------------------------------------------------- | ------------ | --------------- |
| Андрієвський Микола Іванович | Сільський голова, 1953 року народження, освіта, безпартійний      | 26.03.2006   | 31.10.2010      |
| Андрієвський Микола Іванович | Сільський голова, 1953 року народження, освіта вища, безпартійний | 31.10.2010   |                 |

Примітка: таблиця складена за даними джерела

## Населення
За переписом населення України 2001 року в сільській раді мешкали 592 особи.

### Мова
Розподіл населення за рідною мовою за даними перепису 2001 року:
| Мова       | Відсоток |
| ---------- | -------- |
| українська | 99,50 %  |
| російська  | 0,34 %   |
| білоруська | 0,17 %   |